# Theodor Warnatsch
Theodor Warnatsch (auch Warnacz; * 3. Dezember 1820 in Wittichenau; † 1894 in Breslau) war ein deutscher katholischer Priester.

## Leben
Warnatsch studierte an der Universität Breslau Katholische Theologie und war dort seit 1841 Mitglied des Corps Lusatia Breslau. Das Studium schloss er mit der Promotion zum Dr. theol. ab. Am 8. Dezember 1843 erhielt er  die Priesterweihe. Er wurde Kaplan in Neuzelle. 1849 übernahm er als Pfarrer den Dienst an der am 21. November 1848 geweihten Marienkirche auf dem Behnitz in Spandau mit 1.000 Gemeindemitgliedern, davon 700 Militärangehörigen. Er wohnte anfangs in dem baufälligen Pfarrhaus an der alten Kirche auf dem Gewehrplan, da sich der Bau eines Pfarrhauses an der neuen Kirche aus finanziellen Gründen verzögerte. Die Wohnbedingungen dort waren unzumutbar. Er erkrankte und bezog eine Mietwohnung in der Stadt Spandau. Das Pfarrhaus hinter der Kirche auf dem Behnitz wurde erst nach seinem Weggang fertiggestellt. 1851 wurde er Pfarrer in Frankfurt (Oder), wo er 3.000 Gemeindemitglieder betreute. 1863 kaufte Theodor Warnatsch als Stadtpfarrer das Grundstück für die Heilig-Kreuz-Kirche (Frankfurt (Oder)). Ihm ist die Errichtung dieses erhaltenen und unter Denkmalschutz stehenden Gebäudes zu verdanken. Ebenfalls 1863 benedizierte er die St.-Trinitas-Kirche Lübben. Er verließ 1871 die Pfarrei Frankfurt und wurde Pfarrer an der Sankt-Nikolaus-Kirche in Glogau.

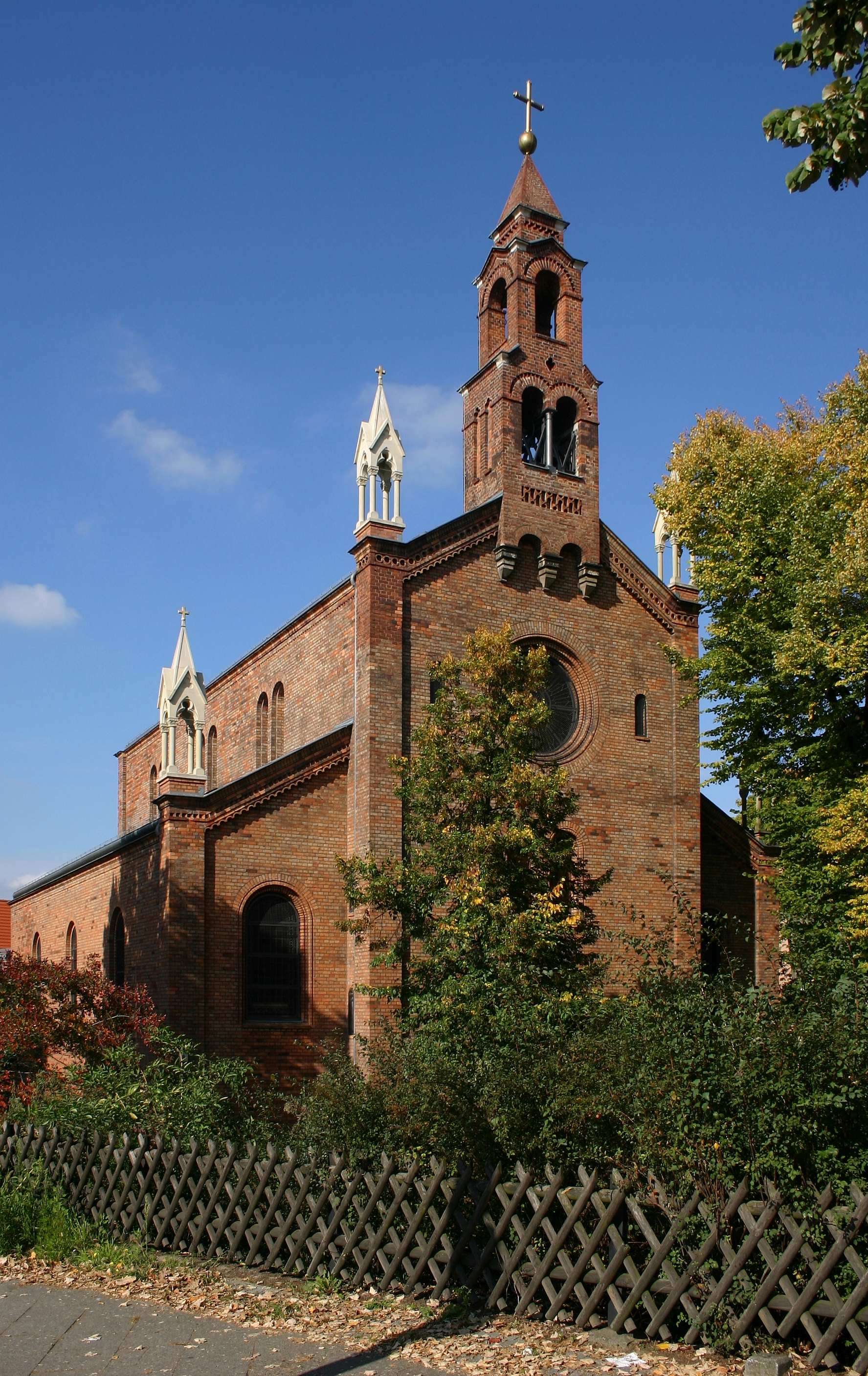
Kirche St. Marien am Behnitz, Spandau
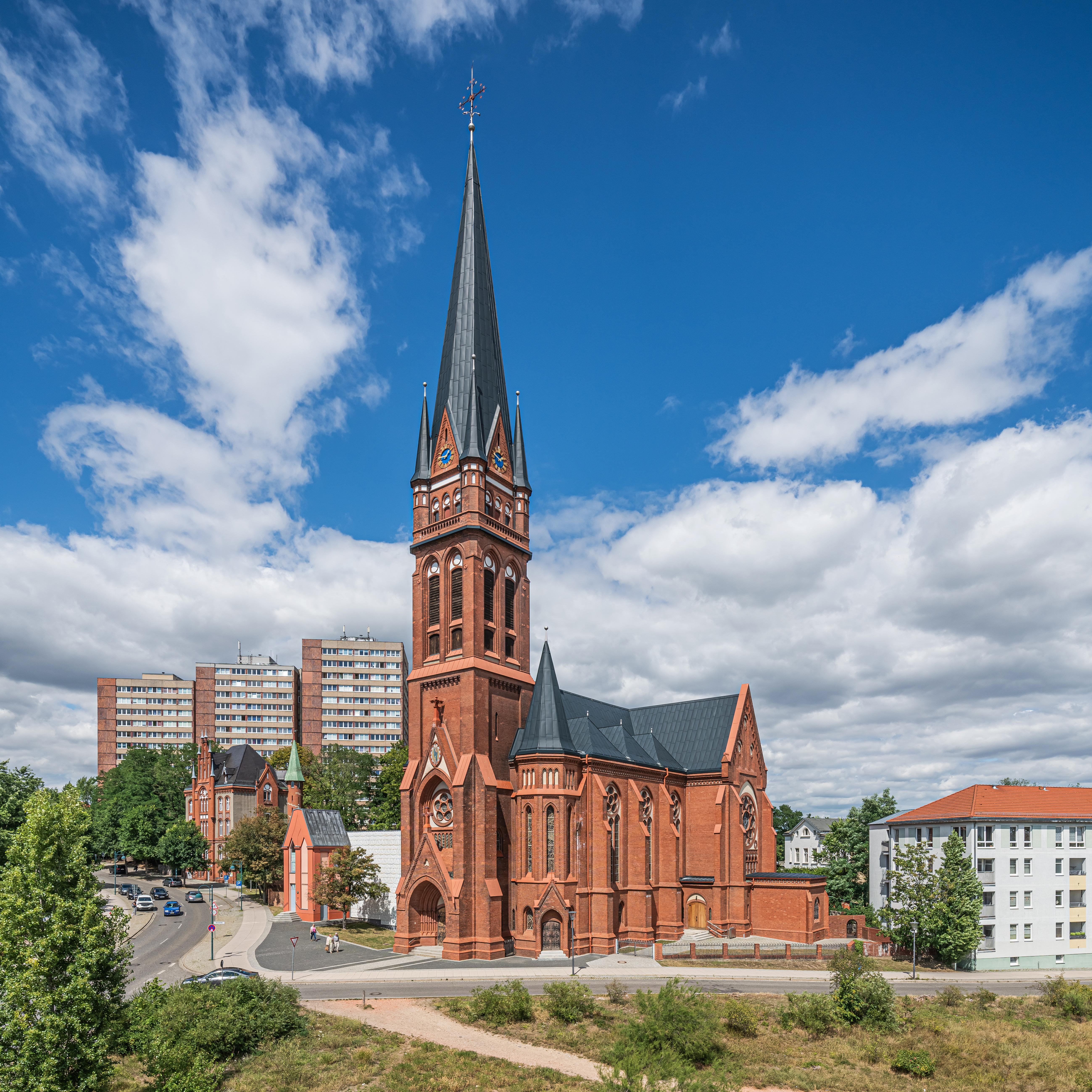
Kirche Heilig-Kreuz
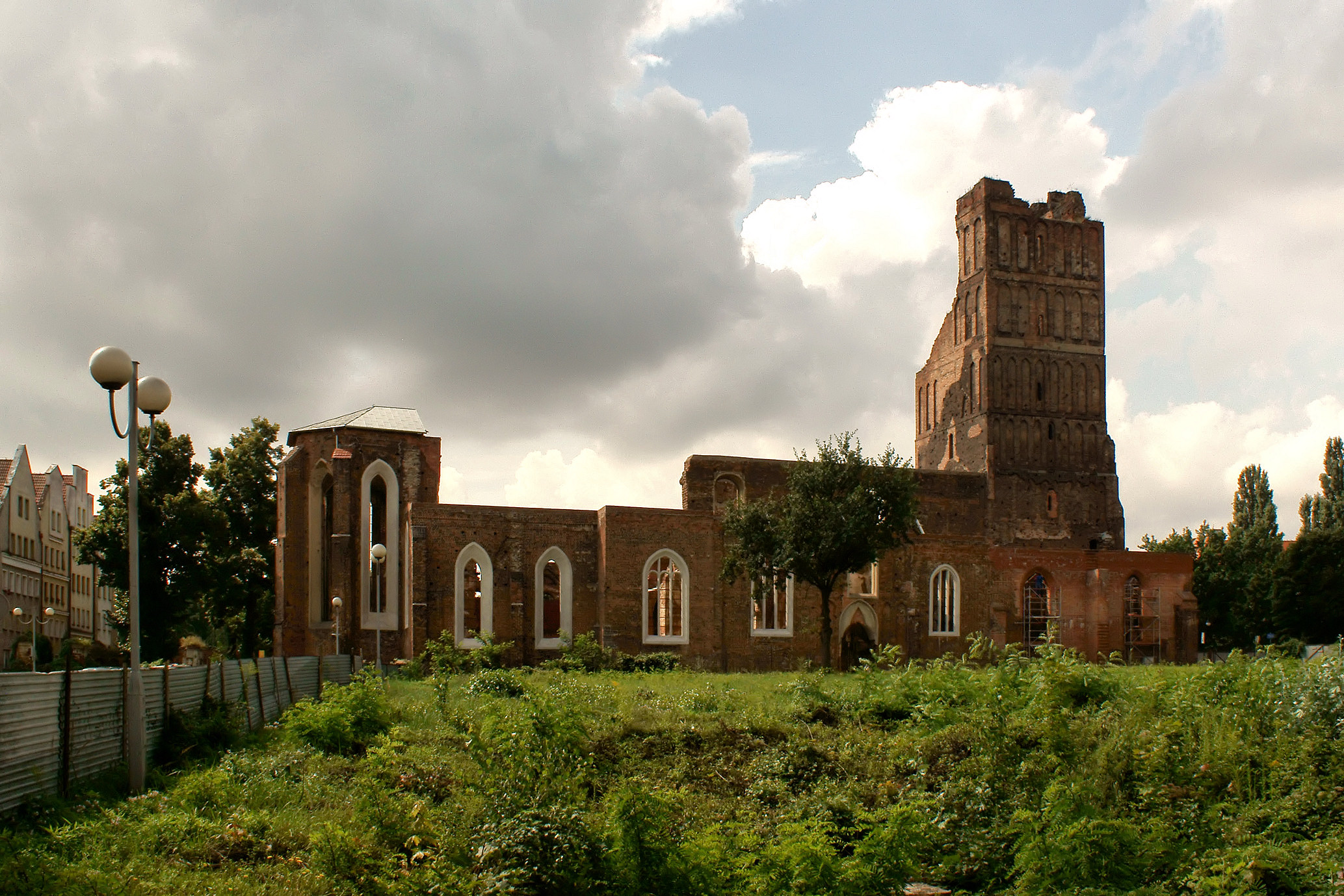
Ruine Nikolaus-Kirche

## Ehrungen
- Päpstlicher Hausprälat (1883)[7]
- Ehrendomherr von Breslau.

## Schriften (Auswahl)
- Theses theologicae. 1843.
- Denkschrift über Schliessung und Verbot dreier katholischer Unterrichts-Anstalten in Frankfurt a. O. im Jahre 1869. Frankfurt (Oder) 1869.